# أبوبكر عثمان
أبو بكر عثمان (ولد في 25 سبتمبر 2005) هو لاعب كرة قدم قطري من أصل سوداني، يلعب كحارس مرمى في نادي كالاهورا ب الإسباني معار من نادي الخور القطري.

## مسيرة اللاعب
بدأ مع نادي الخور وأعير إلى نادي كالاهورا ب الإسباني في عام 2024.